# Nomada armatella
Nomada armatella är en biart som beskrevs av Cockerell 1903. Nomada armatella ingår i släktet gökbin, och familjen långtungebin. Inga underarter finns listade i Catalogue of Life.